# Ostříž novozélandský
Ostříž novozélandský (Falco novaeseelandiae, maorsky kārearea) je dravý pták z rodu Falco, který je endemický Novému Zélandu. Jedná se o jediného novozélandského zástupce sokolů. Opeření je svrchu převážně tmavě hnědé a zespoda krémové, což ostřížovi pomáhá dobře splynout s okolním prostředím. Samec dosahuje délky těla kolem 43 cm a váhy 300 g, samice bývá větší, měří přibližně 47 cm a váží okolo 500 g. Ostříž novozélandský je zaměňován s motákem tichomořským, oproti kterému se však liší mnohem menší velikostí a zašpičatělým koncem křídel. Ostříž novozélandský je hojný po Jižním ostrově, na Severním ostrově se vyskytuje s výjimkou severnějších oblastí (regiony Auckland a Northland), stabilní populace je přítomna i na Aucklandových ostrovech. I přes geografický rozsáhlý areál výskytu se jedná o vzácně se vyskytujícího ptáka s odhadovanou populací pouze kolem 4000 párů. 
Tento agresivní sokol srdnatě brání své teritorium, na kterém zůstává po celý rok. Živí se především menšími ptáky, avšak troufne si i na větší druhy jako jsou volavky a kachny. Jídelníček doplňuje menšími savci, plazy, hmyzem a výjimečně i mršinami. Hnízdí převážně na zemi, občas i na stromě. Hnízdo si nestaví, samice typicky klade vejce do mělkého důlku přímo na zemi pod skalním převisem nebo spadlým stromem. Snůška obsahuje nejčastěji 3 vejce, inkubace trvá 25 až 35 dnů. Mláďata jsou na rodičích potravně závislá až do věku kolem 3 měsíců, načež dochází k disperzi. Hlavní ohrožení druhu představují zásahy elektrickým proudem na neizolovaných transformátorech a invazivní druhy savců, jako jsou prasata, lasicovité šelmy nebo kočky. Druh je zobrazen na dvacetidolarové bankovce a v roce 2012 byl vyhlášen novozélandským Ptákem roku.

## Systematika

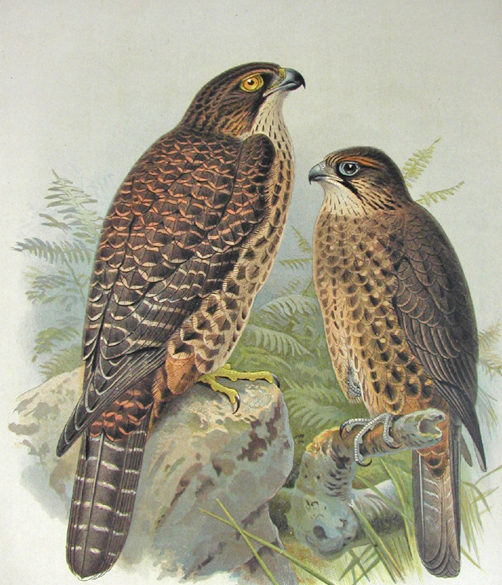
Samec (vlevo) a nedospělý jedinec (ilustrace J. G. Keulemanse, 1888)

Ostříž novozélandský byl spatřen i odchycen prvními Evropany již během druhé plavby Jamese Cooka (1772–1775). Anders Sparrman dokonce poznamenal, že upečený ostříž novozélandský má výtečnou chuť. V roce 1781 druh popsal i ilustroval anglický ornitolog John Latham na základě studie exemplářů z Britského muzea a také Leverova muzea, což bývalo muzeum zahrnující etnografickou sbírku právě z Cookých plaveb. Formální popis druhu se nicméně datuje až do roku 1788, kdy německý přírodovědec Johann Friedrich Gmelin v Linného Systema naturae ostříže novozélandského popsal a pojmenoval jako Falco novaeseelandiae. Jak Gmelin, tak Latham nicméně popsali nedospělého ostříže jako samce, a dospělce jako samici. Druh byl proto formálně znovu popsán v roce 1988. Z fylogenetické studie z roku 2015 založené na molekulární DNA vyplývá, že nejbližším příbuzným ostříže novozélandského je americký ostříž aplomado (Falco femoralis). Maorské jméno druhu zní kārearea.
V roce 1977 Nicholas Christopher Fox ve své doktorské práci navrhl, že se v rámci ostříže novozélandského vyskytují 3 formy: menší „bušová“ forma ze Severního ostrova a severozápadní části Jižní ostrova, velká „východní“ forma vyskytující v suchých oblastech na východ od Jižních Alp, a „jižní“ forma střední velikosti obývající Fiordland, Stewartův ostrov a Aucklandovy ostrovy. Toto dělení se běžně objevuje v řadě zdrojů, nicméně fylogenetická studie z roku 2016 takového rozdělení nepotvrdila a navrhla raději rozeznávat dva poddruhy, a sice větší poddruh Falco novaeseelandiae novaeseelandiae ze Severního ostrova a menší Falco novaeseelandiae ferox z Jižního ostrova. Toto rozdělení nicméně bylo navrhnuto hlavně na základě různých velikostí ostřížů, samotná genetická data rozdělení do dvou spíše nepotvrzují. Formálně se tyto poddruhy proto neuznávají.

## Popis

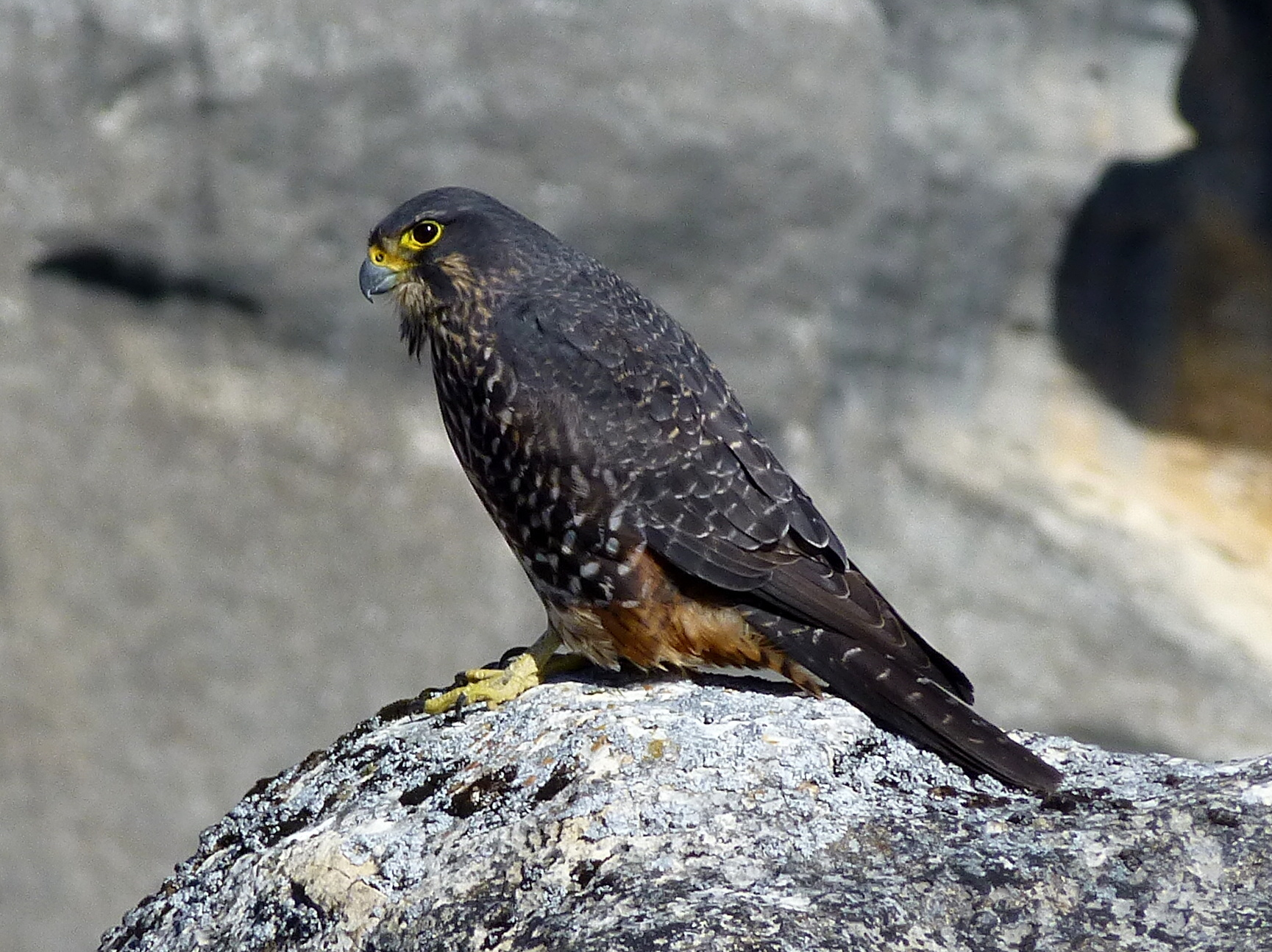
Ostříž novozélandský

Samec dosahuje délky těla kolem 43 cm a váhy přibližně 300 g (maximálně 500 g). Samice je podstatně větší, měří na délku okolo 47 cm a váží zhruba 500 g (maximálně až okolo 700 g). Rozpětí křídel samců dosahuje 60 cm, samic až 80 cm. Délka křídla samců je 226–267 mm, u samic se pohybuje mezi 268–308 mm. Samčí ocas je dlouhý 165–182 mm, samičí 186–208 mm. Zobák je černý. Ozobí, nohy a oční kroužek jsou citrónově žluté, přičemž v době hnízdění je toto zbarvení nejvýraznější. Duhovky jsou tmavě hnědé. Hlava, tváře a postranní táhlé skvrny připomínající dolů zahnutý tlustý knír jsou hnědočerné. Tenké protáhlé obočí je žlutohnědé. Šíje, hřbet, svrchní strana křídel a ocas jsou namodrale černé a jemně žlutohnědě proužkované. Brada je bílá, hrdlo a postranní části krku žlutohnědé s tmavě hnědým proužkováním. Hruď a břicho jsou tmavě hnědé s jemnými bílými proužky. Stehna a spodní ocasní krovky jsou hnědočervené. Nedospělí jedinci nejsou tak výrazně strakatí jako dospělci. Svrchní část těla nedospělců je převážně tmavě hnědá a spodina je malinko světlejší.
Ostříž bývá nejčastěji zaměňován s motákem tichomořským, nejběžnějších dravým ptákem Nového Zélandu. Zatímco moták je běžně k vidění podél cest, jak se krmí na zdechlinách sražených auty (typicky kusuy liščími), ostříž se takřka nikdy nekrmí mršinami. Moták je také mnohem větší a létá pomocí pomalých, až líně vypadajících mácháních křídel, zatímco ostříž je v letu k vidění hlavně při aktivním pronásledování kořisti. Dalším výrazným poznávacím znakem mezi oběma druhy je tvar křídel v letu, který je u ostříže zašpičatělý, zatímco u motáka je konec křídel nápadně široký s patrnými jednotlivými letkami.

## Výskyt a stanoviště

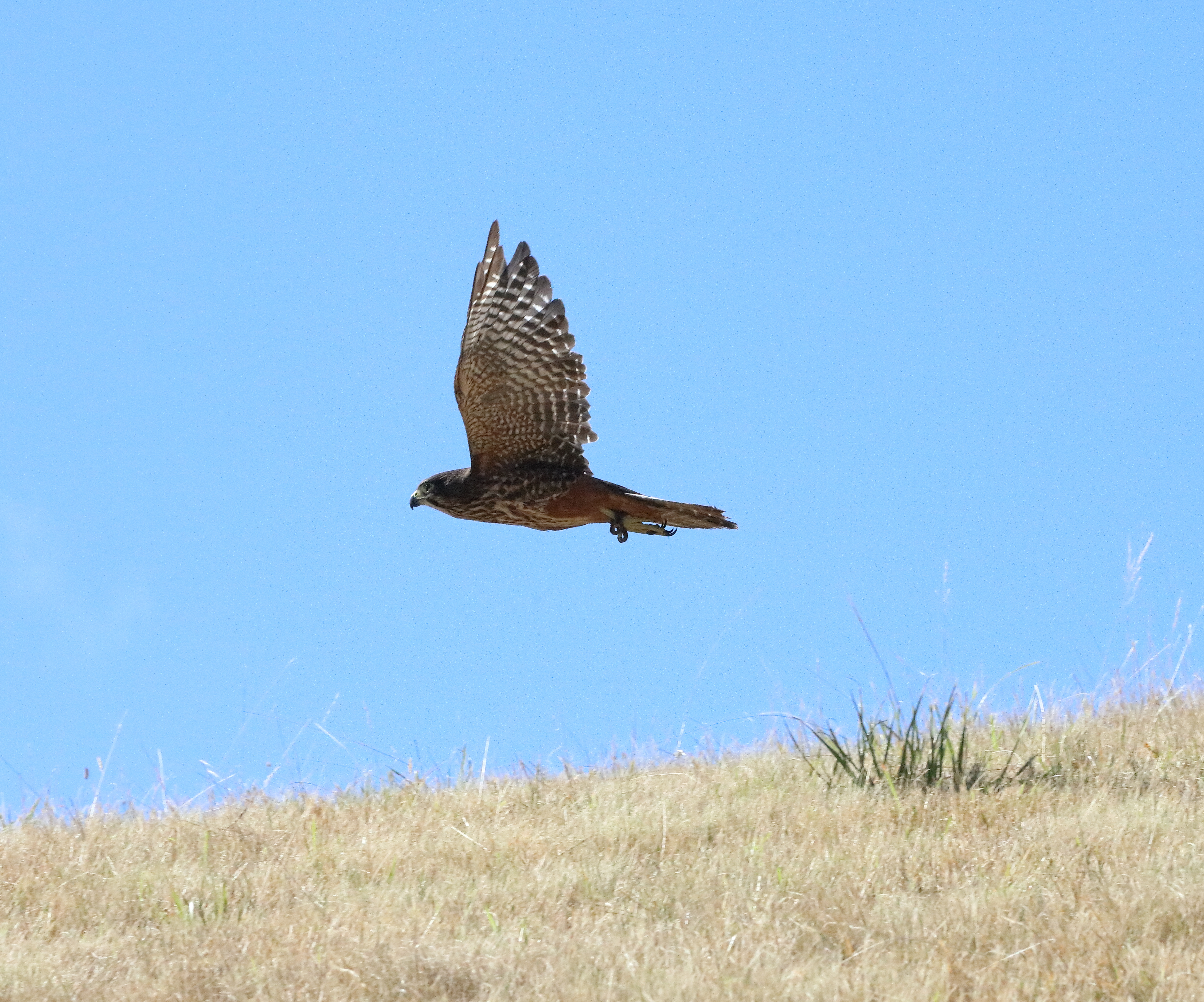
Ostříž novozélandský v letu

Ostříž novozélandský je jediný recentní endemický dravý pták Nového Zélandu. Vyskytuje se na většině plochy obou ostrovů, nežije v severních oblastech Severního ostrova (severně od Taranaki včetně regionů Auckland a Northland), na poloostrově Coromandel hnízdí pouze několik párů. Na Stewartově ostrově býval výskyt druhu poměrně vzácný, podle sčítání z let 2006–2016 je tam však již vyhynulý. Na Aucklandových ostrovech se vyskytuje hojně. Podle subfosilních pozůstatků se kdysi vyskytoval i na Chathamských ostrovech. Zatoulaní ostříži dolétli až na Campbellův ostrov (53 ° j. š.).
Jedná se o stálý druh, avšak na podzim a v zimě se nedospělí jedinci volně potulují krajinou a nezřídka jsou k vidění v sadech, na farmách, na menších novozélandských ostrovech a dokonce i ve městech. Hnízdní biotop druhu na Severním ostrově tvoří původní pralesy a v moderních dobách i sekundární lesy s nepůvodními dřevinami. Na Jižním ostrově to jsou vedle lesů i zatravněné plochy kopcovitějších oblastí. Vyskytuje se od hladiny moře (nicméně ne na mořských útesech) do 1500 m n. m., vzácněji až do 2100 m n. m. Studie, při níž byla po 3 roky sledována dospělá samice u jezera Taupo, odhalila, že samičin domovský okrsek zahrnoval 200 km² a nejdále se ostřížice vzdálila od hnízda 137 km.
I přes rozsáhlý geografický výskyt zůstává ostříž novozélandský poměrně vzácným druhem. Jeho populace se v 70. letech 20. století odhadovala na 4000 párů; novější data nejsou k dispozici.

## Biologie
Tento poměrně vzácně se vyskytující dravec vysedává vysoko v korunách stromů nebo na kamenech, odkud vyhlíží svou kořist. V době hnízdění je vysoce teritoriální a v případě přiblížení vetřelce včetně člověka blíže k hnízdu na něj může dělat prudké nálety. Projevuje se hlasitým kek kek kek, které vydává samec i samice v době hnízdění pro zvýraznění svého teritoria. Samičino volání je hlubší než výše položené samcovo volání. Během krmení mláďat samice a nedospělí ostříži často vydávají kňučící a štěbetavé zvuky.

### Potrava

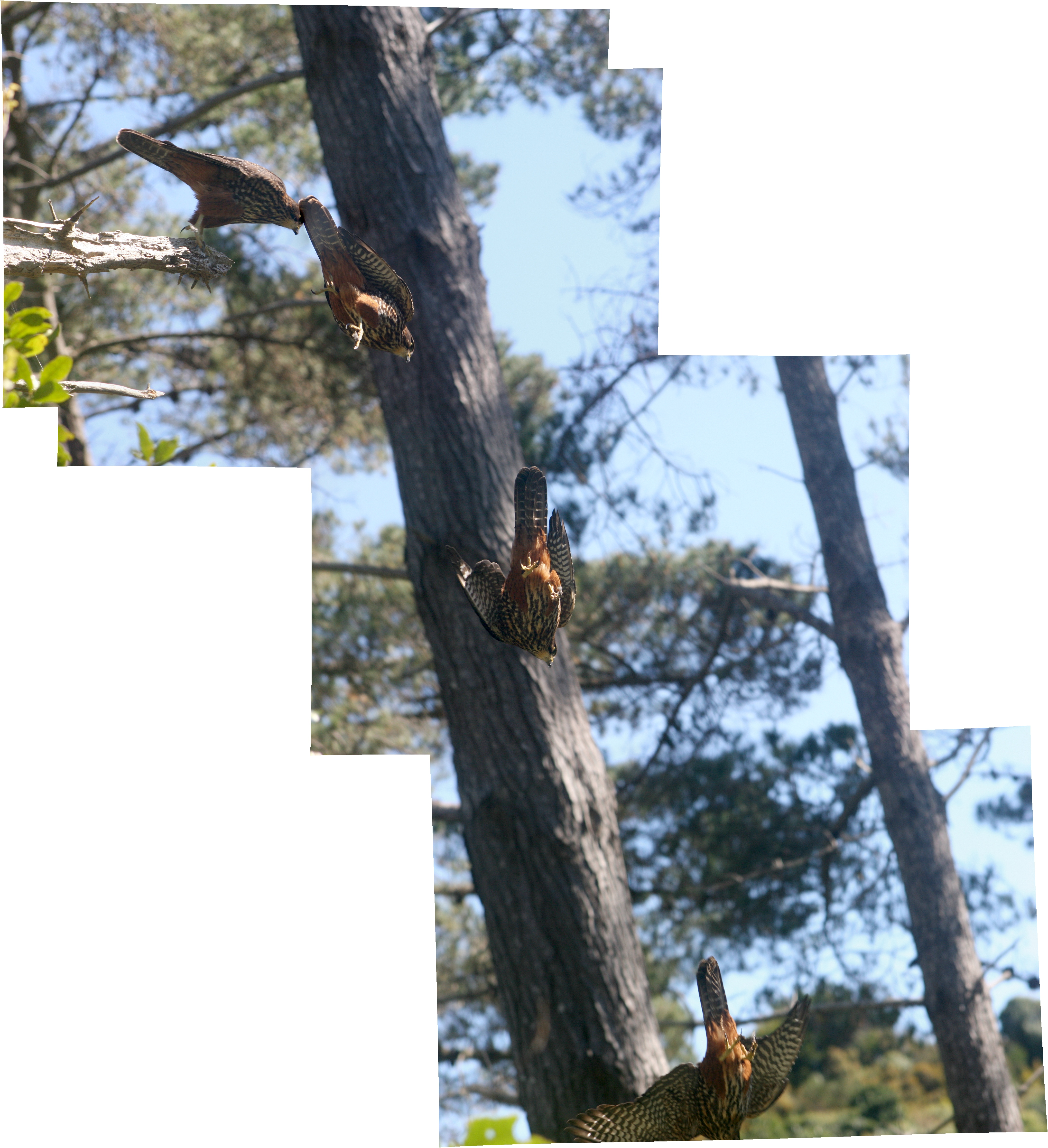
Studie ostříže novozélandského při střemhlavém letu z bidla

Stejně jako ostatní sokoli, i ostříž novozélandský loví pomocí zraku. Svou kořist vyhlíží buďto z posedu z vyvýšeného bidla, nebo během dlouhých klouzavých letů nad krajinou. Loví většinou samotářsky (páry ovšem mohou spolupracovat) a svou kořist dokáže pronásledovat i celé minuty a někdy je do pronásledování tak zabrán, že v případě vniknutí kořisti do domu ji může pronásledovat až tam. Občas loví tak, že se najednou přiřítí z poza skály nebo vrcholu kopce, vyplaší hejno ptáků, kteří se rozlétnou do všech stran, a teprve poté si vybere svou oběť, kterou pronásleduje. Při útoku může vyvinout rychlost až 200 km/h a dokáže chytit mnohem větší kořist než je on sám. Někdy se po spatření kořisti nejdříve vznese do velké výše, aby se na oběť záhy snesl a napadl ji zezadu. Kořist uchvacuje svými mocnými pařáty, větší úlovky zabíjí údery zobákem do hlavy a krku.
Do základu jídelníčku patří hlavně menší druhy původních (medosavka novozélandská, kruhoočko australopacifické aj.) i nepůvodních ptáků (kos černý, pěnkava obecná, drozd zpěvný, skřivan polní, strnad obecný atp.). Nezřídka si troufne i na větší ptačí druhy, jako je holub maorský, čejka australská, volavka bělolící, racek chechtavý, flétňák australský nebo různé druhy kachnovitých a bažantovitých ptáků. V přítomnosti kolonií mořských ptáků běžně loví i trubkonosé ptáky, jako jsou buřnáci. Ostříži napadají jak dospělé ptáky, tak mláďata na hnízdě. Nezřídka útočí i na domestikovaná zvířata nebo domácí ptačí mazlíčky, jako je drůbež a holubi.
S tím, jak se s příchodem Evropanů na Novém Zélandu rozmohly invazivní druhy savců, se do jídelníčku ostřížů zařadili i králíci, zajíci nebo hranostaji. Může ulovit savce až do váhy 3 kg. Nepohrdne ani větším hmyzem, loví např. tesaříky Prionoplus reticularis, rovnokřídlé, cikády nebo vrubounovité brouky jako například Pyronota festiva. Požírá i místní plazy, jako jsou ještěrky a gekoni. Mršinami se živí pouze výjimečně. Na podporu trávení někdy polyká malé kamínky velikosti hrachu.

### Hnízdění

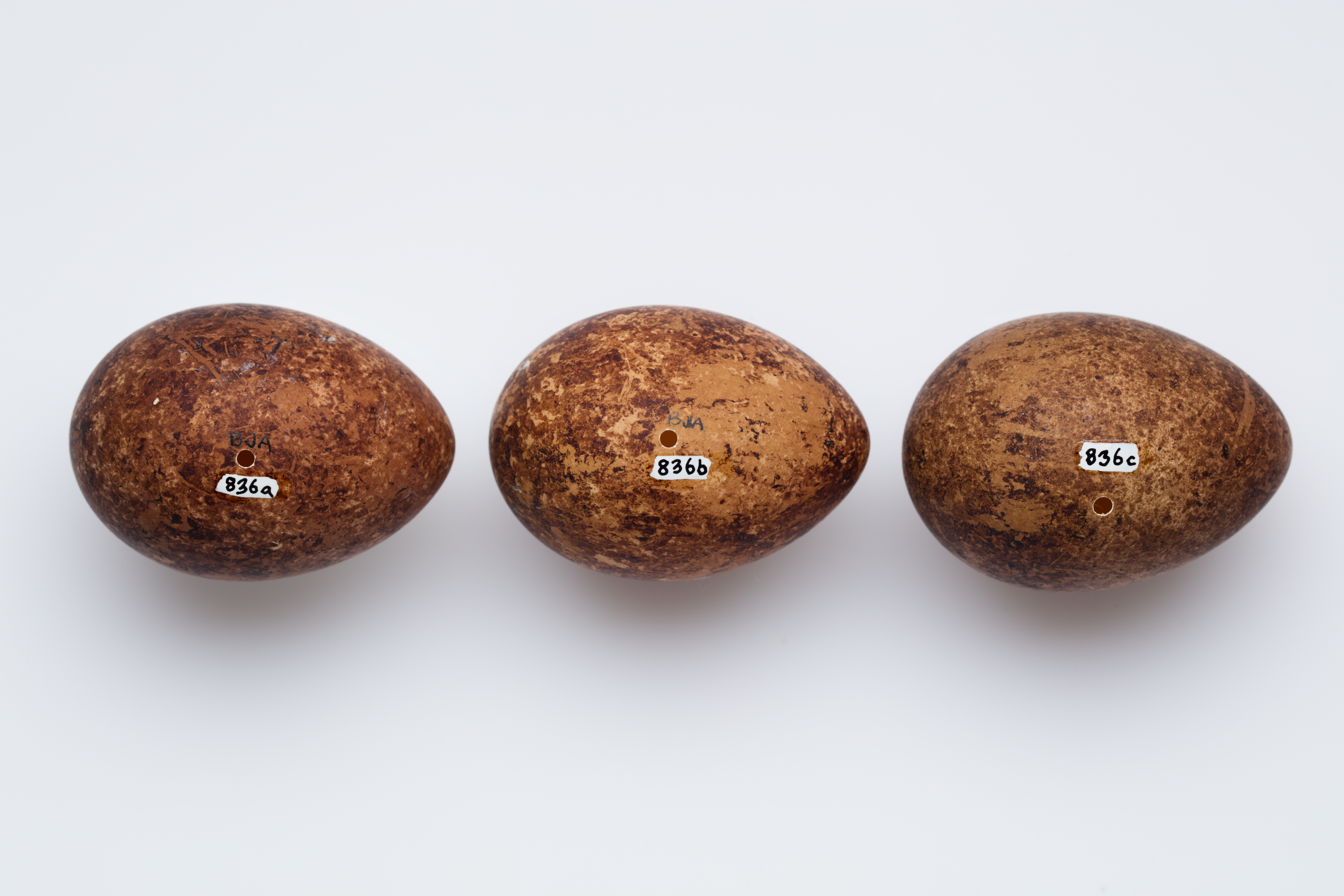
Vejce ostříže novozélandského ze sbírek Aucklandského muzea

K námluvám dochází od srpna do prosince. V tomto období předvádí obě pohlaví (zvláště samec) nápadné lety nad svým teritoriem za občasného volání. K namlouvacímu chování patří napodobování nahánění kořisti; samec nejdříve vyzve samici ke společnému letu a poté ji hlasitě pronásleduje a předvádí přitom řadu akrobatických kousků. Po tomto typu námluv často dochází k předání jídla samici a poté i ke kopulaci. Kopulace většinou probíhá na stabilním bidle, jako je hrubší větev nebo větší balvan, kde pár sedí nervózně vedle sebe a často uklání hlavu a vokálně se projevuje. Samice dává najevo připravenost k páření podřepem, skloněním hlavy skoro až k nohám a zasténáním, načež jí samec vyleze na hřbet a za balancování s pomocí křídel dojde ke spojení kloak, které trvá kolem 10 vteřin. Mohou kopulovat vícekrát denně. K typickým projevům namlouvacího chování patří donášení jídla samici samcem. K předávání jídla dochází buďto na zemi ze zobáku do zobáku nebo v letu, při kterém si pár předá kořist pařáty. Samec může samici předvádět obranu teritoria; zaznamenán byl samec, jak v krouživých letech prolétával vzduchem a těsně kolem hlavy samice, což mělo simulovat jeho schopnost bránit teritorium.

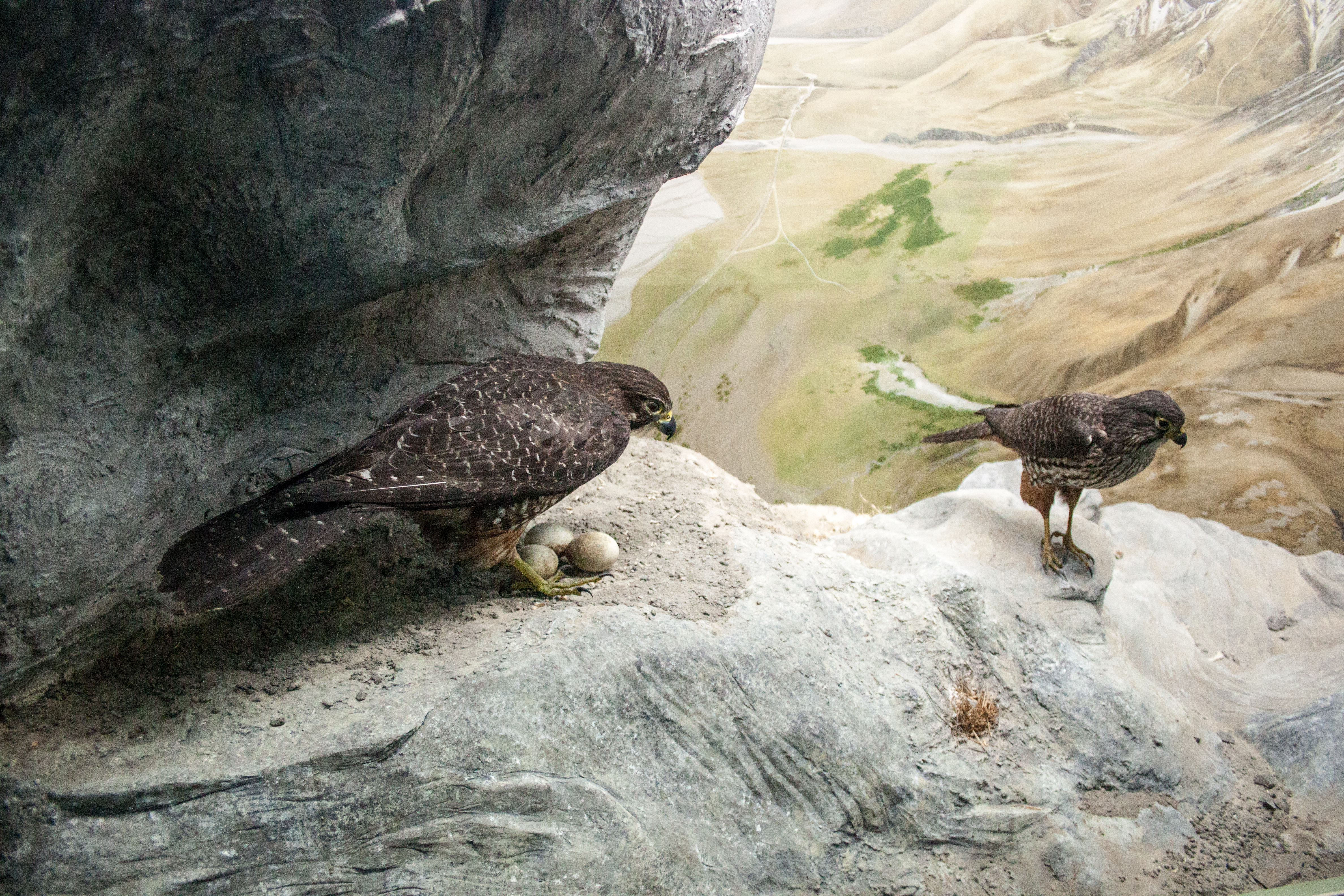
Pár ostřížů na hnízdě

Jakmile dojde ke spárování ostřížů, vyhradí si teritorium, na kterém zůstávají po celý rok. Teritorium může mít různě velkou plochu, na Severním ostrově v borovicovém lese byla zaznamenána území o 9 km², v otevřené krajině východní části Jižního ostrova o 15 km² a v buši to může být i více. Hnízdo ostřížů představuje jen mělký důlek v zemi, typicky pod skalním převisem, útesem nebo spadlým stromem. Někdy zahnízdí i na stromě, typicky do 40 m nad zemí. Hnízdo může být ledabyle vystláno suchou trávou a tenkými větvičkami. Ostříž se dovedl dobře přizpůsobit i hnízdění v sekundárních lesích, které na Novém Zélandu představují hlavně borovicové porosty. Samice klade 1–4, nejčastěji 3 vejce mezi srpnem až lednem. Vejce mívá rozměr 49×37 mm a váží cca 45 g, jeho barva je žlutohnědá až červenohnědá s výraznými rezavohnědými skvrnami. Inkubace začíná s nakladením posledního vejce a končí, jakmile se vyklube poslední ptáče. Inkubují samec i samice zhruba stejným dílem. Inkubační směny trvají kolem 1–4 hodin a partneři sedí na vejcích 25–35 dní.

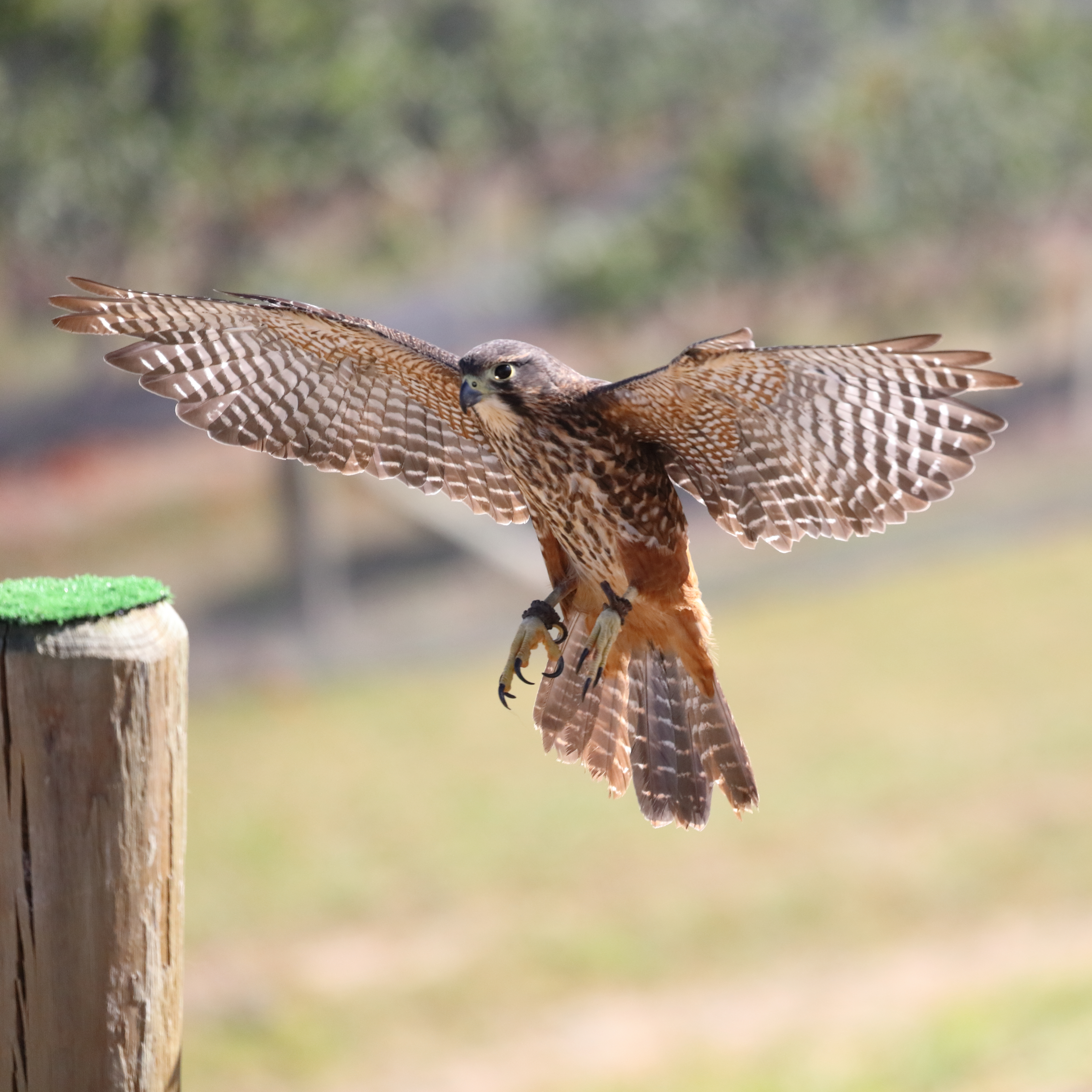
Přistávací ostříž na bidle

Po narození ptáčat se samice nadále takřka neustále zdržuje na hnízdě, aby zahřívala své potomky, avšak někdy po 6. dni je začíná nechávat o samotě a ve věku 8 dní již jsou o samotě většinu času. Během tohoto období samec shání potravu jak pro ptáčata, tak pro samici, kterou krmí upuštěním potravy během společných letů v blízkosti hnízda. Samice začíná časem lovit opět sama. Ptáčata vylétají z hnízda kolem věku 5 týdnů, nicméně stále nejsou potravně samostatná. Rodiče jim shání potravu, kterou jim předávají přímo za letu ze zobáku nebo pomocí pařátů. Nedospělí ostříži začínají s lovem ve věku kolem 7 týdnů a potravně se osamostatňují ve stáří 3 měsíců. Hnízdní úspěšnost v nepůvodním borovicovém lese byla kolem 71 % s průměrným počtem 1,81 odchovaných ptáčat na hnízdo.
K disperzi mladých jedinců dochází po 6–13 týdnech po vylétnutí z hnízda. Může se stát, že ostříž zůstane v rodném teritoriu a zahnízdí přímo tam. Disperzní vzdálenost se typicky pohybuje kolem 10 km. U samic může dojít k zahnízdění již v prvním roce života, samci se nejdříve rozmnožují až ve druhém roce.

## Ohrožení

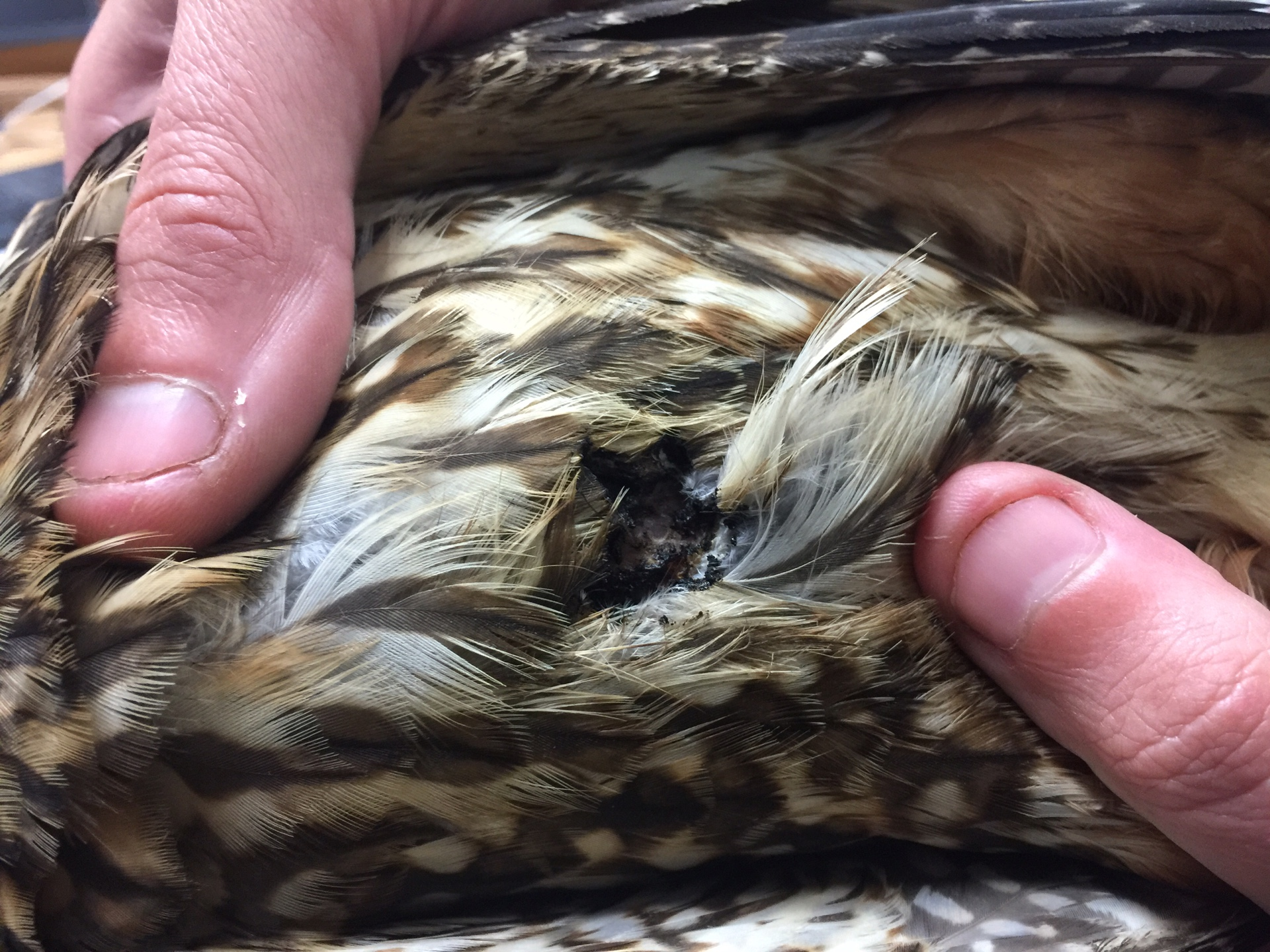
Rána na hrudi mrtvého ostříže po zasažení elektrickým proudem

V minulosti stavy ostřížů novozélandských poklesly následkem úbytku přirozených stanovišť, odstřelům a účinkům DDT. Ostříž se nicméně dokázal do značné míry přizpůsobit pozměněnému habitatu a běžně se dnes vyskytuje v zemědělské krajině. Přizpůsobit se dokázal i v potravě a často loví vedle místních ptáků i nepůvodní  druhy a introdukované invazivní savce. I když může docházet k místním populačním poklesům, celkový populační trend se zdá být stabilní nebo dokonce mírně stoupající, pročež Mezinárodní svaz ochrany přírody hodnotí ostříže novozélandského jako málo dotčený druh.
Hrozbu představují hlavně kočky a lasicovité šelmy, které predují na mláďatech i dospělcích. Vejce a mláďata mohou požírat i prasata a kusuové liščí, občas dokonce i ježci západní. Ostříži přitom paradoxně mohou čelit většímu predačnímu tlaku ve volné přírodě než v zemědělské krajině. Místně nebezpečné jsou ostřížům i neizolované dráty vysokého napětí a jejich transformátory, které způsobují zranění nebo smrt elektrickým proudem. Pětileté sledování 55 ostřížů z oblasti Marlborough mezi lety cca 2005–2010 odhalilo, že z 21 úmrtí zaznamenaných během tohoto období 10 z nich (47 %) bylo způsobeno elektrickým proudem. Velmi podobná data byla zaznamenána i u jezera Wakatipu, kde 54 % ostřížů ze 14 známých úmrtích zemřelo následkem zasažení proudem.
Každoročně navíc dochází k ilegálnímu odstřelu ostřížů lidmi. Do konfliktu s lidmi se ostříži dostávají hlavně poté, co se vrhnou na farmářskou drůbež nebo závodní holuby. V roce 2023 hrozila za úmyslné zabití ostříže pokuta 100 000 NZD a až 2 roky vězení. Vzrůstající nebezpečí představují i větrné turbíny. K ochranným prostředkům druhu patří vedle ochrany habitatu i podpora místních populací vypouštěním ostřížů odchovaných v umělých chovech.

## Vztah k lidem
V tradiční maorské kultuře mají ostříži pověst nebojácných, zrádných bojovníků, kteří se ničeho nebojí. Vztahuje se k nim řada maorských pořekadel (whakataukī), ke kterým patří např. Kia āta kai, kaua e kainga kāreareatia, což by se dalo přeložit jako „Jez pomalu, ne rychle jako ostříž.“ Jiné pořekadlo zase hovoří o tom, že pokud ostříž volá v dešti, následující den bude hezky, a pokud volá v pěkném dni, další den bude pršet.

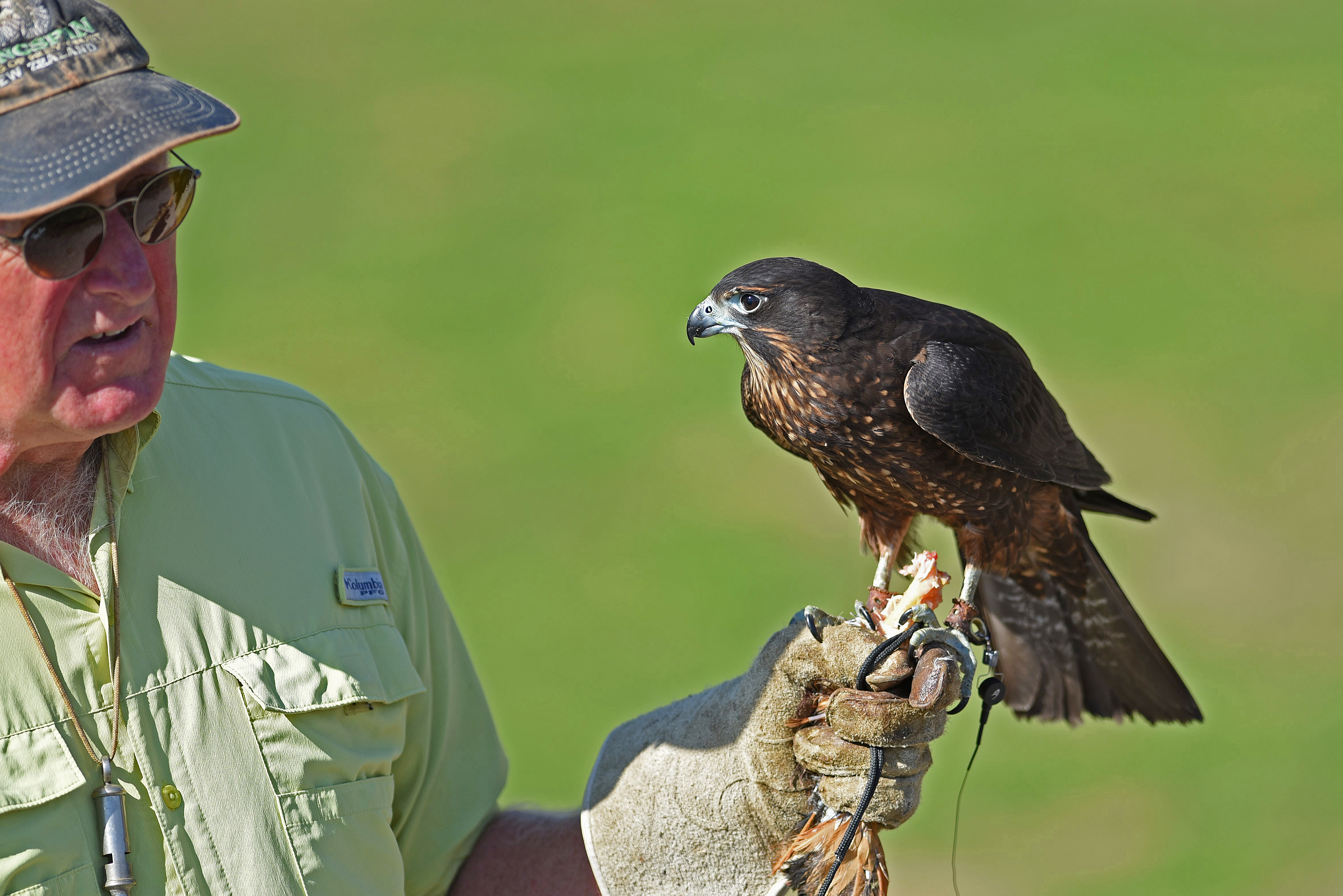
Ostříž novozélandský v rehabilitačním, výzkumném a edukačním centru Wingspan National Bird of Prey Centre

V roce 2005 vznikl díky prostředkům ministerstva zemědělství a lesnictví ve vinařské oblasti Marlborough projekt, v rámci kterého bylo 19 ostřížů translokováno do tohoto vinařského regionu s cílem přirozené kontroly menších ptáků, kteří jsou známými škůdci hroznů. V roce 2012 byl ostříž novozélandský zvolen novozélandským Ptákem roku.

### Sokolnictví
Na Novém Zélandu se hojněji vyskytují pouze dva druhy dravých ptáků vhodných k sokolnictví, a sice moták tichomořský a ostříž novozélandský. Zatímco motáky lze po získání povolení od místních ochranářů z Ministerstva památkové péče (DOC) používat pro účely rekreačního sokolnictví, ostříže využívat nelze. Nicméně novozélandská organizace Wingspan National Bird of Prey Centre nedaleko Rotoruy má povolení od DOC držet osiřelé nebo zraněné ostříže, které centrum využívá k předváděcím letů pro veřejnost, čímž se snaží šířit povědomí veřejnosti o úloze dravců v novozélandském ekosystému. Ostříž novozélandský je vyobrazen na 20 dolarové bankovce; jedinec sloužící jako předloha pro ilustraci na bankovce je právě ostříž ze zmíněného centra z Rotoruy.